# フレイザー・フォースター
フレイザー・ジェラード・フォースター（Fraser Gerard Forster, 1988年3月17日 - ）は、イングランド・ヘクサム出身のサッカー選手。トッテナム・ホットスパーFC所属。元イングランド代表。ポジションはゴールキーパー。

## 経歴

### クラブ
ニューカッスル・ユナイテッドFCでキャリアをスタートしたが、ニューカッスルにはシェイ・ギヴンがいたため出場機会があまり訪れず、ストックポート・カウンティFCやブリストル・ローヴァーズFCにレンタル移籍した。
2009年9月にノリッジ・シティFCにレンタル移籍し初めて正守護神としてプレー、フットボールリーグ1で優勝した。
2010年8月24日にスコティッシュ・プレミアリーグの強豪セルティックFCにレンタル移籍し、1年目にスコティッシュカップで優勝、2年目となった2011-12シーズンにはスコティッシュ・プレミアリーグ優勝に貢献するなど活躍が認められ、2012年7月4日に完全移籍が決定した。
2012-13シーズンには初挑戦となったUEFAチャンピオンズリーグでFCバルセロナ相手に勝利するなど活躍し、セルティックのベスト16進出に貢献、国内でもリーグとカップの2冠を達成した。
2014-15シーズンよりサウサンプトンFCに移籍した。2016年2月のプレミアリーグ最優秀選手に選ばれた。2016年5月13日、サウサンプトンFCとの契約を2021年6月末までの5年間に延長したことを発表した。2017年5月7日のリヴァプール戦ではミルナーのPKを止め、ロスタイムにもグルイッチのヘディングを防いだ。しかしアレックス・マッカーシーが加入するとポジションを奪われ、控えに降格。さらにはアンガス・ガンの台頭もあってさらに序列が低下した。
2019年8月22日、セルティックFCに1シーズンのレンタル移籍で復帰することが発表された。
2020年8月31日、サウサンプトンFCに復帰。2021ｰ22シーズンは、自身のレンタル前から引き続き正GKを務めていたマッカーシーが長期離脱。それに伴い加入したベテランGKウィリー・カバジェロとのポジション争いを制し、マッカーシー復帰までレギュラーを務めた。
2022年6月8日、フリーでトッテナム・ホットスパーFCへ移籍。同年は第2GKとしてシーズンをスタートさせたが、正GKのウーゴ・ロリスの負傷もあって出場機会を得て、結果14試合に出場した。

### 代表
2012年10月にイングランド代表に初招集され、2014 FIFAワールドカップ・ヨーロッパ予選のサンマリノ戦とポーランド代表戦のメンバー入りしたが、出場機会はなかった。
2013年11月15日のチリ代表との親善試合で代表初出場を果たした。
2014 FIFAワールドカップのメンバー23人に選ばれたが、出場はなかった。
2016年6月、UEFA EURO 2016の最終登録メンバーに選ばれたが、正ゴールキーパーはジョー・ハートが務めたためプレー機会はなかった。
2022年3月に、代表に4年半ぶりに招集された。

## 評価
2012-13と2013-14シーズンのUEFAチャンピオンズリーグで対戦したFCバルセロナのダニエウ・アウヴェスが、退団が噂されているビクトル・バルデスの後釜にフォースターの獲得を支持した。

## 代表歴

### 出場大会
- イングランド代表
  - 2014 FIFAワールドカップ

### 試合数
- 国際Aマッチ 6試合 0得点（2013年-2016年）[13]

| イングランド代表 | 国際Aマッチ | 国際Aマッチ |
| 年               | 出場        | 得点        |
| ---------------- | ----------- | ----------- |
| 2013             | 1           | 0           |
| 2014             | 2           | 0           |
| 2015             | 0           | 0           |
| 2016             | 3           | 0           |
| 通算             | 6           | 0           |

## タイトル

### クラブ
ノリッジ・シティFC
- フットボールリーグ1 2009-2010

セルティックFC
- スコティッシュ・プレミアリーグ 2011-12, 2012-13, 2013-14, 2019-20
- スコティッシュカップ 2010-11, 2012-13
- スコティッシュリーグカップ 2019-20

### 個人
- プレミアリーグ月間最優秀選手 2016年2月